# Historia alemana 1800-1918
Historia alemana 1800–1918 es una trilogía publicada en 1983, 1990 y 1992 por la editorial C. H. Beck en Munich y a cargo del historiador de la modernidad Thomas Nipperdey, profesor de la Universidad Ludwig Maximilians en Munich. Es considerado entre los académicos dedicados a la ciencia de la historia como un trabajo estándar de historia alemana. La obra pretende ser una "histoire totale". Los volúmenes individuales abarcan grandes áreas de la historia alemana desde el siglo XIX, a partir de la historia del Imperio alemán.

## Contenido

### Mundo ciudadano y estado fuerte
El libro cubre casi toda la historia de Alemania desde 1800 hasta 1866. En particular, se consideran las áreas de política, economía y sociedad. Comenzando con el fin del Sacro Imperio Romano Germánico y la era francesa bajo Napoleón Bonaparte, el trabajo trata sobre las reformas prusianas y la Confederación del Rin. Se trata también el tema de las guerras de liberación, pero así mismo de la vida cotidiana, el trabajo y la economía de las personas. A esto le sigue la historia de la restauración bajo el príncipe von Metternich y Vormärz. La religión, la educación, la ciencia y la cultura juegan un papel tan importante como la fallida Revolución alemana de 1848-1849. A continuación se discuten con más detalle los nuevos desarrollos en Alemania, especialmente bajo el mandato del primer ministro prusiano Otto von Bismarck.

### Mundo laboral y espíritu cívico
La segunda parte de la cronología también se ocupa de la economía, la sociedad y la cultura, esta vez del Imperio alemán. Se toca el tema de la población, las familias y la vida cotidiana. Se examinan más de cerca la agricultura, la industria y el comercio alemanes. La economía nacional con sus facetas como el comercio exterior, el ciclo económico y la distribución del ingreso están enfocadas en el trabajador común. Lo anterior da lugar a tratados sobre la cuestión social y la clase media emancipada. En la sociedad de clases descrita, las religiones judía y cristianas tienen un enfoque especial. Además, la educación, la ciencia y las bellas artes son un área central en el libro. Finalmente, se discute el tema de la prensa.

### Estado de poder antes de la democracia
La política del poder estatal se presenta en el tercer volumen. Se toca también el tema del modo en que Bismarck consiguió la unificación del imperio, el camino de la constitución al ejército, la ley y el antisemitismo. Las áreas temáticas incluyen también la Kulturkampf y la política de alianzas, el modo en que los problemas estructurales surgen con la constitución, las elecciones y los partidos. Además, se habla del modo en que el nacionalismo crece en Alemania en esos años y cómo, antes del estallido de la Primera Guerra Mundial, el guillerminismo era el modelo social dominante. El libro termina con la transición de Alemania hacia la democracia.

## Recepción
Las reseñas de los volúmenes individuales de la trilogía fueron exuberantes: Hans-Ulrich Wehler (1983) describió el trabajo de Nipperdey como “el libro histórico de este año y no solamente”. Para Lothar Gall (1984) los autores consiguieron "escribir historia a gran escala". Werner Conze (1985) describió la contribución de Nipperdey como una "narración magistralmente escrita". Hermann W. von der Dunk (1992) afirmó: “Es una obra monumental y de una diversidad de conocimientos absolutamente estupenda y una gran independencia de juicio”. Según Volker Ullrich (1992), Nipperdey, la obra “se ha inscrito en los anales de la ciencia histórica”.

## Volúmenes
Todos los volúmenes individuales de la trilogía han sido publicados por Verlag CH Beck en Munich:
- Parte 1: 1800-1866

- Citizens World and Strong State, 1983, ISBN 3-406-09354-X.

- Parte 2: 1866-1918

- El mundo del trabajo y la ciudadanía (volumen 1), 1990, ISBN 3-406-34453-4.
- Estado de poder antes de la democracia (Volumen 2), 1992, ISBN 3-406-34801-7.

## Reseñas
(cronológicamente)
1/1
- Hans-Ulrich Wehler : Alemania desde Napoleón hasta Bismarck. En: Die Zeit, 14. Octubre de 1983, no 42.
- Georg Wolff : Los derrotados no siempre tienen la culpa. En: Der Spiegel, 49/1983, págs. 220-223.
- Lothar Gall : Historia alemana 1800–1866 por Thomas Nipperdey. En: Historische Zeitschrift, Vol. 238, H. 3 (junio de 1984), págs. 721-725.
- Theodore S. Hamerow : Historia alemana, 1800–1866: Burgerworld y estado fuerte por Thomas Nipperdey. En: The American Historical Review, vol. 89, núm. 4 (octubre de 1984), págs. 1099-1100.
- James J. Sheehan : Historia alemana 1800–1866: Mundo de los ciudadanos y Estado fuerte por Thomas Nipperdey. En: The Journal of Modern History, Vol. 56, No. 4 (diciembre de 1984), págs. 751-752.
- Werner Conze : historia alemana 1800–1866. Mundo ciudadano y estado fuerte de Thomas Nipperdey. En: Vierteljahrschrift für Sozial- und Wirtschaftsgeschichte, Vol. 72, H. 1 (1985), págs. 93-94.
- Irmline Veit-Brause: historia alemana 1800–1866. Mundo ciudadano y Estado más fuerte. por Thomas Nipperdey. En: History and Theory, vol. 24, núm. 2 (mayo de 1985), págs. 209-221.
- Michael John: Historia alemana 1800–1866. Ciudadanía y un estado fuerte por Thomas Nipperdey. En: The English Historical Review, vol. 101, núm. 399 (abril de 1986), págs. 528-530.
- Jeffrey Gedmin : Alemania de Napoleón a Bismarck, 1800–1866 por Thomas Nipperdey; Daniel Nolan. En: The Wilson Quarterly, Vol.20, No. 3 (Verano de 1996), p. 94.

- David Blackbourn : Historia alemana, 1866-1918. Vol. I: Mundo laboral y espíritu cívico por Thomas Nipperdey. En: The English Historical Review, Vol. 106, No. 421 (octubre de 1991), págs. 959-962.
- Roger Chickering : Historia alemana 1866–1918; Volumen 1, Mundo laboral y ciudadanía por Thomas Nipperdey. En: The American Historical Review, Vol. 97, No. 1 (febrero de 1992), págs. 230-231.
- Hermann W. von der Dunk : Historia alemana 1866–1918, Vol. I. Mundo laboral y ciudadanía por Thomas Nipperdey; Historia cultural de la República Federal de Alemania por Hermann Glaser. En: Vierteljahrshefte für Zeitgeschichte, Vol. 40, H. 3 (julio de 1992), págs. 437–449.

2/2
- Volker Ulrich : Ambivalencias de la normalidad. En: Die Zeit, 2. Octubre de 1992, No. 41.
- David Blackbourn : Historia alemana, 1866-1918. Vol. II: Estado de poder antes de la democracia por Thomas Nipperdey. En: The English Historical Review, vol. 109, núm. 432 (junio de 1994), págs. 666-668.
- Lamar Cecil: Finis coronat opus: "Historia alemana" de Thomas Nipperdey. En: Central European History, Vol. 28, No. 4 (1995), págs. 537-542.

- Suche nach Deutsche Geschichte 1800–1918 im Portal SPK digital der Stiftung Preußischer Kulturbesitz

## Evidencia individual
1. ↑  Hans-Ulrich Wehler: Deutschland von Napoleon bis Bismarck. In: Die Zeit, 14. Oktober 1983, Nr. 42.
2. ↑  Lothar Gall: Deutsche Geschichte 1800–1866 von Thomas Nipperdey. In: Historische Zeitschrift, Bd. 238, H. 3 (Juni 1984), S. 721–725.
3. ↑  Werner Conze: Deutsche Geschichte 1800–1866. Bürgerwelt und starker Staat von Thomas Nipperdey. In: Vierteljahrschrift für Sozial- und Wirtschaftsgeschichte, Bd. 72, H. 1 (1985), S. 93–94.
4. ↑  Hermann W. von der Dunk: Deutsche Geschichte 1866–1918, Bd. I. Arbeitswelt und Bürgergeist von Thomas Nipperdey; Kulturgeschichte der Bundesrepublik Deutschland von Hermann Glaser. In: Vierteljahrshefte für Zeitgeschichte, Jg. 40, H. 3 (Juli 1992), S. 437–449.
5. ↑   Volker Ulrich: Ambivalenzen der Normalität. In: Die Zeit, 2. Oktober 1992, Nr. 41.

- Datos: Q19278105